# Lygosoma vosmaeri
Espèce
Synonymes
- Hagria vosmaeri Gray, 1839
- Campsodactylus lamarrei Duméril & Bibron, 1839

Statut de conservation UICN

 DD  : Données insuffisantes
Lygosoma vosmaeri est une espèce de sauriens de la famille des Scincidae.

## Répartition
Cette espèce est endémique d'Andhra Pradesh en Inde.

## Étymologie
Cette espèce est nommée en l'honneur d'Arnout Vosmaer (1720-1799).

## Publication originale
- Gray, 1839 "1838" : Catalogue of the slender-tongued saurians, with descriptions of many new genera and species. Annals and Magazine of Natural History, sér. 1, vol. 2, p. 331-337 (texte intégral).